# Alex Wiltzer
Pour les articles homonymes, voir Wiltzer.
Alexis Jean-Pierre Wiltzer, dit Alex Wiltzer, né le 4 juillet 1903 à Algrange (district de Lorraine), mort le 3 janvier 1982 à Paris, est un homme politique français.

## Biographie
Issue d'une famille lorraine dont l'un de ses frères devient bâtonnier de Metz et l'autre, Pierre-Marcel Wiltzer, préfet de la région, il est le fils de Pierre Wiltzer, maire d'Algrange. Il se fait ensuite élire maire de Sarreguemines en 1909.
Après des études de droit à Nancy, Alex Wiltzer devient avocat au barreau de Metz.
Il est élu le 8 mai 1932, au second tour des élections législatives, député de la Moselle, avec 8 762 voix contre 5 280 à son adversaire, maire de la ville de Boulay et candidat de l'Union républicaine démocratique. Il est alors le plus jeune député à 29 ans, et s'inscrit dans le groupe de la Républicains de Gauche. Il est réélu le 3 mai 1936 avec 7 864 voix face à un communiste et à un chrétien social. À la Chambre, il s'intéresse notamment aux conditions de travail des mineurs lorrains et à la protection du petit commerce, et s'inscrit au groupe des Indépendants d'action populaire. Il est alors très actif en séance et en commission, déposant une proposition de loi sur l'introduction dans les trois départements recouvrés de la législation sur le permis d'exploitation des mines, et une autre sur la création de caisses de crédit artisanal et la réalisation des vœux des chambres de métiers d'Alsace et de Lorraine pour l'uniformisation de la taxe d'apprentissage.
Au début de la Seconde Guerre mondiale, il sert dans l'Intendance dans la région de Boulay, avec le grade de colonel.
Le 19 juin 1940, il fait partie des parlementaires qui embarquent à bord du Massilia. Arrêté plus de deux mois après, il est jugé avec Jean Zay, Pierre Mendès France et Pierre Viénot par le tribunal militaire permanent de la 13e division militaire, siégeant à Clermont-Ferrand, qui prononce un non-lieu. Il rejoint alors la France Libre et fait plusieurs actes de résistance ce qui lui permet d'obtenir une place à l'Assemblée consultative provisoire. Il devient membre, en décembre 1944, du comité départemental de Libération de la Moselle.
En novembre 1946, il se présente, aux côtés d'un autre ancien député IAP, Arthur Heid, sur une liste de droite aux élections législatives, mais il est battu. Le MRP l'emporte avec quatre sièges, suivi par l'UDSR, qui en obtient 2, et le PC, qui en a un. En novembre 1958, il est battu par Félix Mayer, candidat MRP. Il se retire ensuite de la vie politique.
Depuis 1925, il est aussi un chercheur dans l'aviculture, auteur de publication européennes et président de la fédération mondiale d'aviculture. Ses actions le firent officier de la Légion d'Honneur et commandeur du mérite agricole.
Il est l'oncle de Pierre-André Wiltzer, ministre délégué à la Coopération et à la Francophonie (2002-2004).

## Mandats de député
- Moselle, du 8 mai 1932 au 31 mai 1936 : Indépendants d'action économique, sociale et paysanne[3]
- Moselle, du 3 mai 1936 au 31 mai 1942 : Indépendants d'action populaire

## Décorations
- Officier de la Légion d'honneur
- Chevalier de la Légion d'honneur
- Commandeur de l'ordre du Mérite agricole

## Sources
- Jean Jolly (dir.), Dictionnaire des parlementaires français, notices biographiques sur les ministres, sénateurs et députés français de 1889 à 1940, Paris, PUF, 1960, lettre W, p. 3228
- Dir. Jean El Gammal, François Roth et Jean-Claude Delbreil, Dictionnaire des Parlementaires lorrains de la Troisième République, Metz, Serpenoise, 2006 (ISBN 2-87692-620-2, OCLC 85885906, lire en ligne), p. 317-318